# Lilting
Lilting è un film del 2014 diretto Hong Khaou.

## Trama
(Junn)
In una Londra contemporanea, Junn piange la prematura scomparsa del figlio, Kai, che riesce ancora a vedere attraverso illusioni, non volendo accettare la sua morte e il fatto che l'abbia rinchiusa in una casa di riposo. Richard, il migliore amico del figlio (in realtà suo fidanzato da ben quattro anni) decide di andarla a trovare quotidianamente, visto che, secondo lui, è la cosa che Kai avrebbe voluto. Tra i due, inizialmente diffidenti, nascerà un'amicizia, che farà capire alla madre non solo l'omosessualità del figlio e la sua relazione con Richard, ma anche gli sbagli commessi.

## Produzione
Il titolo all'inizio della produzione doveva essere Lilting the Past. La sceneggiatura ha vinto il terzo posto nel Brit List (elenco delle migliori sceneggiature), nel 2011.
Le riprese sono nel novembre del 2012. Hong Khaou ha ammesso che, per girare il film, si è ispirato alla pellicola In the Mood for Love

## Accoglienza

### Critica
La pellicola ha avuto molte recensioni positive da parte della critica. Su Rotten Tomatoes ha individuato una media di 9.6/10 su 24 recensioni.